# Magdalénien
Das Magdalénien (Aussprache: [makdaleˈni̯ɛ̃ː], Magdalénienⓘ) ist eine archäologische Kultur im jüngeren Abschnitt des Jungpaläolithikums in Mittel- und Westeuropa am Ende der letzten Eiszeit. Benannt wurde das Magdalénien im Jahre 1869 von Gabriel de Mortillet nach der Halbhöhle La Madeleine im Département Dordogne. Es umfasste einen ungefähren Zeitraum von ca. 18.000 bis 12.000 v. Chr.

## Verbreitung

Verbreitungsgebiet der Magdalénien-Kultur mit wichtigen Fundplätzen

Die älteren Stufen des Magdaléniens waren auf den südwestfranzösischen Raum beschränkt.
In Süddeutschland liegt der älteste Magdalénien-Fundplatz bei Munzingen, mit einer Reihe von 14C-Daten, deren Mittelwert etwa 15.000 BP beträgt (ca. 16.300 v. Chr.).
Flächenhaft breitete sich das Magdalénien in Mitteleuropa erst mit der Stufe IV aus, ab etwa 13.300 14C-BP, was einem kalibrierten Kalenderalter von etwa 14.280±400 v. Chr. entspricht.

## Stufengliederung

### Eingliederung und Übersicht
- Jungpaläolithikum, als Zeithorizont des anatomisch modernen Menschen (in Europa Cro-Magnon-Mensch). Wichtige Kulturen sind die folgenden, durch Klingen aus Feuerstein dominierte Kulturen:
  - Aurignacien 40.000 bis ca. 28.000 v. Chr.: Beginn der jungpaläolithischen Kleinkunst in Europa, erste Felsbilder.
  - Gravettien von ca. 28.000 v. Chr. bis ca. 21.000 v. Chr. Zeithorizont der Venusfigurinen.
  - Solutréen von ca. 22.000 v. Chr. bis ca. 18.000 v. Chr.
  - Magdalénien von ca. 18.000 v. Chr. bis ca. 12.000 v. Chr.

### Die zweiteilige Stufengliederung
Eine erste zweiteilige Stufengliederung, die dem Magdalénien der Dordogne zugrunde lag, schlug Henri Breuil im Jahre 1912 vor:
- Magdalénien inférieur = Stufe I–III.
- Magdalénien supérieur = Stufe IV–VI.

Das Magdalénien I–II gibt es nur in Südwestfrankreich.

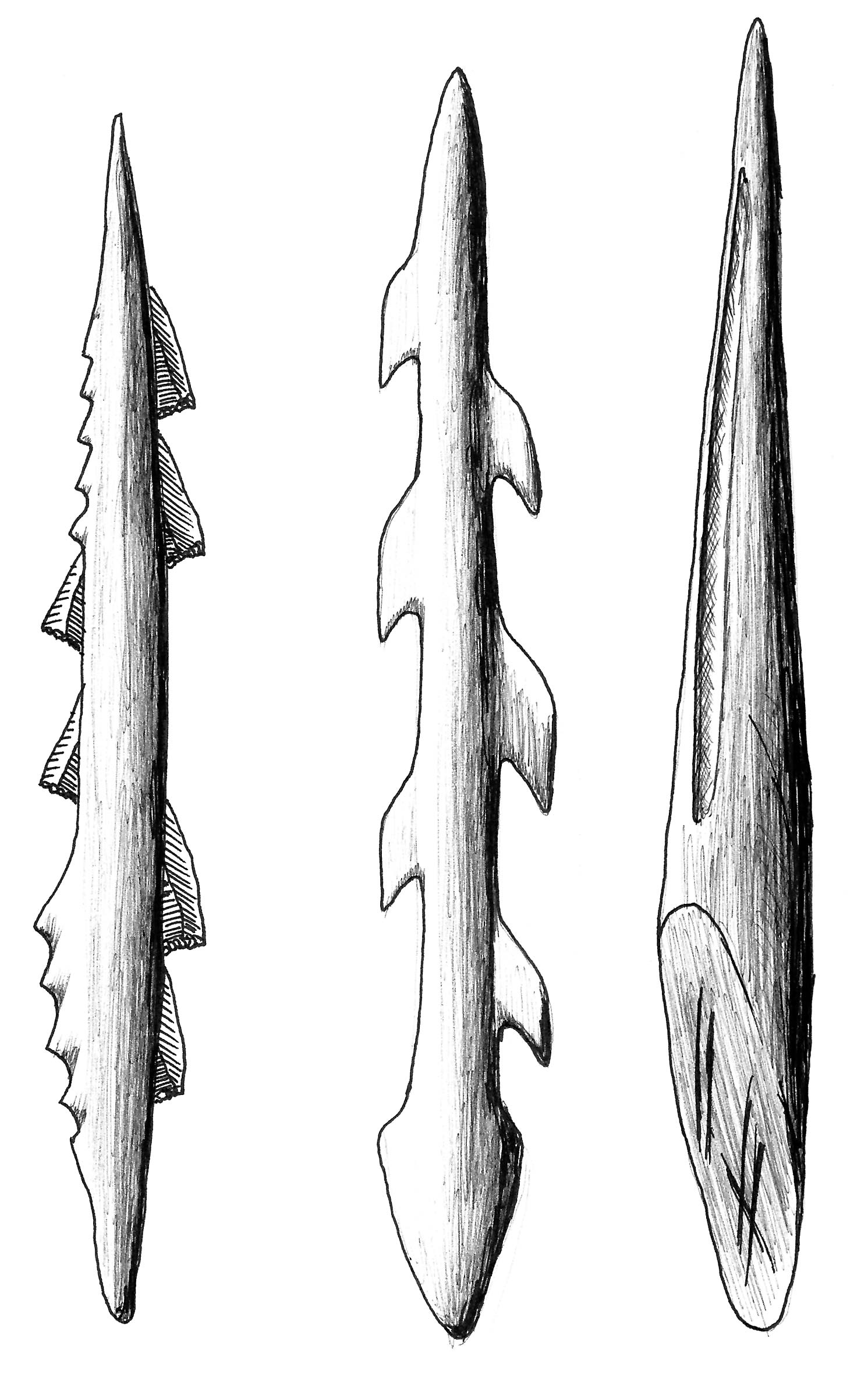
Typische Harpunen des Magdalénien, links mit eingesetzten Mikrolithen

Die aktuelle Gliederung in drei Stufen ist eine Synthese aus der alten Klassifikation der Geschoss-Spitzen und neuen radiometrischen Daten. Die Korrelation des Magdalénien moyen mit der Stufe IV entspricht dabei der neueren Auslegung, während die ältere Sichtweise das Ende von Stufe III und Stufe IV umfasst.
- Magdalénien inférieur – Unteres Magdalénien (Breuil 0–III, in Nordspanien 0–II unbekannt). Datierung ca. 18.000–14.000 14C-BP. In diese Stufe fällt das Lascaux-Interstadial, wie an der langen stratigraphischen Abfolge des Fundplatzes Laugerie-Haute belegt ist. Die Kalibrierung von 14C-Daten weist im Zeitbereich des Magdaléniens diverse Plateaus auf.[7][8][9] Das Badegoulien, eine archaische Stufe, korrespondiert zwar zeitlich mit dem Magdalénien 0, I und II, ist aber mit diesen Stufen nicht identisch.
- Magdalénien moyen – Mittleres Magdalénien (Breuil IV). Datierung ca. 14.000–13.000 14C-BP, entspricht 15.000–13.400 cal. BC. Klimatisch entspricht diese Phase in Südwesteuropa dem Ende eines Stadials und einer gemäßigten Phase. Im nördlichen Mitteleuropa liegt das mittlere Magdalénien noch im Grönland-Stadial 2a.
- Magdalénien supérieur/final – Oberes Magdalénien/Endmagdalénien (Breuil V–VI). Datierung ca. 13.000–12.000 14C-BP, das entspricht kalibriert 13.400–12.000 v. Chr.[7] In das Endmagdalénien fällt um 12.700 v. Chr. die erste Wiedererwärmung mit dem Grönland-Interstadial 1e.

Das Magdalénien folgt auf das Solutréen und wird seinerseits vom Azilien abgelöst. In Italien wird es als Epigravettien bezeichnet.
Zu Beginn des Alleröd-Interstadials wird das Magdalénien in Deutschland von Federmesser-Gruppen abgelöst.

## Klimageschichte
Das Magdalénien fällt in das Endstadium der Würm-Kaltzeit, in dem ab ca. 12.700 v. Chr. im Meiendorf-Interstadial der Eisschild abzuschmelzen begann. Die Verbreitungsgrenze der mitteleuropäischen Park-Tundra verschob sich dadurch allmählich nach Norden. Entlang der Donau und in Südfrankreich entstanden die ersten lichten Wälder. Hänge-Birke, Nadelbäume und Haselnusssträucher breiteten sich aus. Die allmählich einsetzende Bewaldung in Mitteleuropa zwang Tier und Jäger, der zurückweichenden Tundra nach Norden zu folgen. Die Fauna bestand aus Wildpferden, Rentieren, Hirschen, Rehen, Auerochsen, Wisenten, Höhlenlöwen, Braunbären und Wölfen.
Das Untere Magdalénien war überwiegend sehr kalt, wurde aber von einer Erwärmung im Lascaux-Interstadial unterbrochen. Das Mittlere Magdalénien war anfangs ebenfalls noch kalt, endete aber dann im warm-feuchten Meiendorf-Interstadial mit den bereits angeschnittenen ökologischen Konsequenzen (Verschwinden der einstigen Kältesteppenfauna, beispielsweise der Saigaantilopen). Im Oberen Magdalénien kehrte die Kälte während der Ältesten Dryas erneut kurzzeitig zurück, wich aber schließlich dem warmen Bölling-Interstadial. Dies führte zum vollständigen Verschwinden von Mammut und Wollnashorn und zum Ausweichen der Rentiere nach Norden.

## Archäologisches Erscheinungsbild

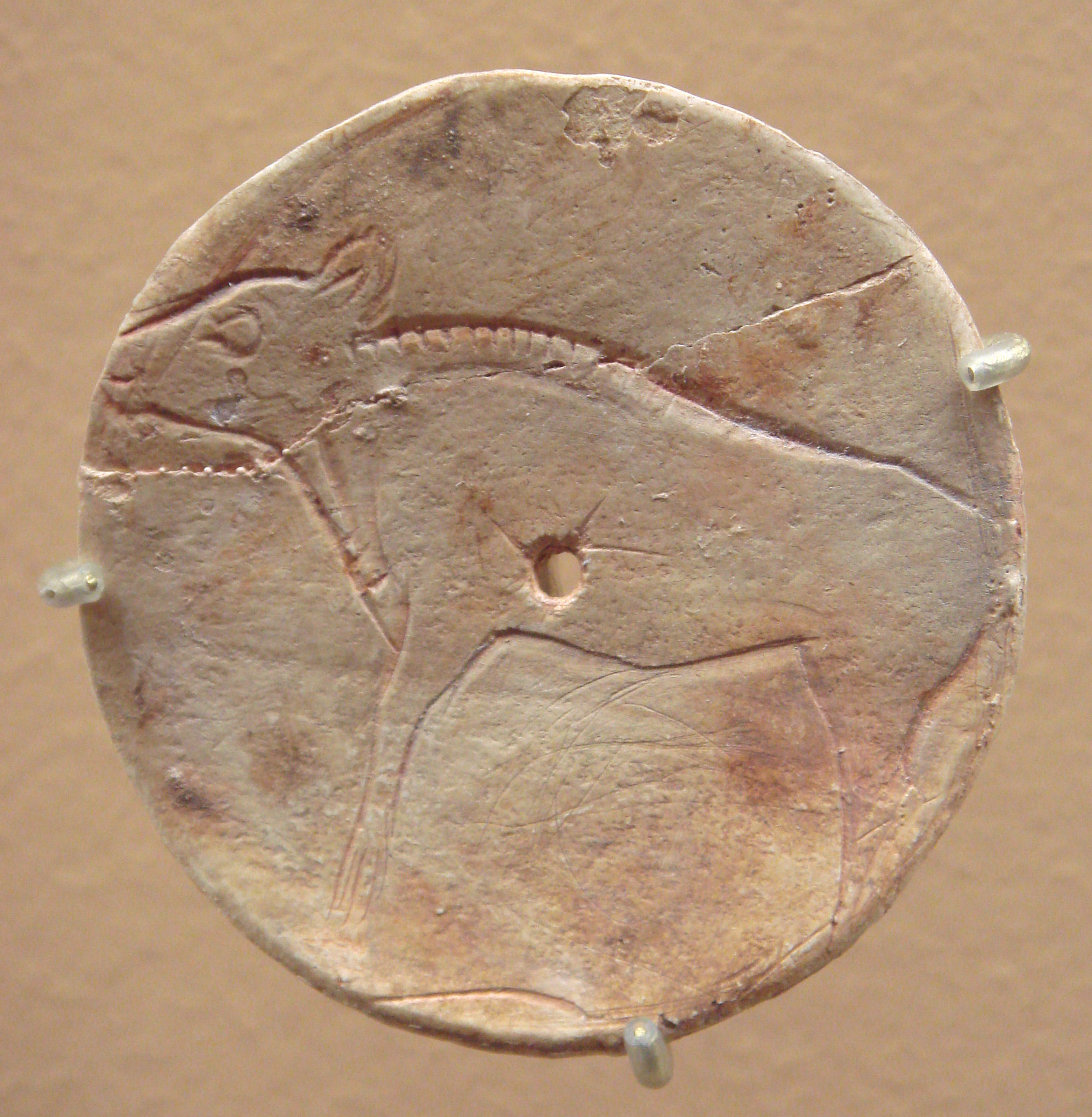
Wisent auf Knochenrondell, Höhle von Bédeilhac, Ariège

Typisch für das Magdalénien waren Klingenindustrien, die schon erste Tendenzen der Mikrolithisierung zeigten, wie sie im Mesolithikum charakteristisch wurden. Unter den Steinartefakten eindeutig dominierendes Werkzeug ist der Stichel mit rautenförmigem Querschnitt (franz. burin dièdre). Auch der seit dem Moustérien in Vergessenheit geratene Kratzer (franz. raclette) taucht wieder auf. Neuerungen des Magdaléniens sind Mehrfachbohrer mit sternförmigem Querschnitt, echte Mikrolithen (z. B. in Form eines ungleichseitigen Dreiecks), Rückenmesser eines neuen Typs, Vorläufer der Azilien-Spitzen mit kreissegmentförmigem Querschnitt, Papageienschnabelstichel und Spitzen mit verkümmerten Kerben.
Feuersteinspitzen kommen so gut wie nicht mehr vor, sie werden vielmehr durch eine Vielzahl von Speerspitzen aus Knochenmaterial ersetzt, die sich in der Ausgestaltung ihrer Basis unterscheiden: einfach abgefast, doppelt abgefast, konisch, lanzettlich, manchmal auch mit Rillen versehen oder mit diversen Gravuren verziert. Sehr häufig sind halbgerundete Stäbchen und durchbohrte Stäbe (oft verziert). Zum ersten Mal treten Angelhaken, Speerschleudern und verschiedene Harpunen in Erscheinung.
Die einzelnen Stufen des Magdalénien lassen sich anhand ihrer typischen Werkzeuge wie folgt charakterisieren (von jung nach alt):
- Magdalénien VI – Papageienschnabelstichel, Teyjat-Spitzen und beidseitig gezähnte Harpunen.
- Magdalénien V – einseitig gezähnte Harpunen.
- Magdalénien IV – Spitzen aus Rentierknochen mit seitlichen Kerben (Harpunenvorläufer), kleine, teils verzierte Knochenrondelle.
- Magdalénien III – Speerschleudern, durchbohrte Stäbe, Speerspitzen, halbgerundete Stäbchen.
- Magdalénien II – Mikrolithen.
- Magdalénien I – sternförmige kleine Bohrer.

## Leben im Magdalénien
Besonders aufschlussreich für die Lebensweise im späten Magdalénien sind die Funde und Befunde des gut erforschten Fundplatzes Gönnersdorf. Die Menschen errichteten Zelte mit einem Durchmesser bis zu acht Metern. Dominierende Jagdbeute der Menschen waren Rentier und Pferd. Gekocht wurde in Gruben im Boden, die mit Leder oder Tiermägen abgedichtet waren. In diese Gruben gab man im Feuer erhitzte Steine, die die Flüssigkeit zum Sieden brachten. Aushöhlungen in dicken Schieferplatten, in die man Tierfett und einen Docht gab, dienten als Lampen. Das rote Eisenoxid Hämatit wurde zum Färben und wahrscheinlich auch zur Körperbemalung verwendet.
Als Jagdwaffen verwendete man Speerschleudern und Harpunen, mit denen man Weiten von bis zu 140 Metern erreichen konnte. Die Jäger folgten den Rentier- und Wildpferdherden bei ihren jahreszeitlichen Wanderungen und versuchten, sie an Engstellen und sich verengenden Tälern zu stellen. An solchen Stellen wurden teilweise hunderte Skelette der erlegten Tiere gefunden.
Schmuckschnecken, die aus dem Mittelmeer oder Atlantik stammen, belegen, dass es schon damals einen weitreichenden Handel gab.
Das Magdalénien fand insgesamt zu neuem und außergewöhnlichem künstlerischen Ausdruck: die Blüte der Felsmalerei, Felsskulpturen, die Ritzzeichnungen der Plattenkunst, Schmuck, Musikinstrumente und eine ausgesprochene Freude an Verzierungen. „Nachgerade alles wurde verziert – auch Waffen und Geräte; ganz besonders gilt dies beispielsweise für Lochstäbe und Speerschleudern.“

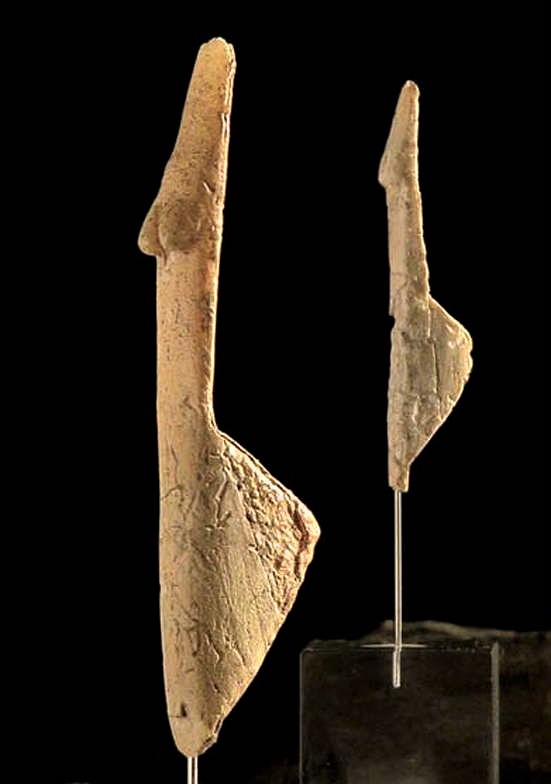
Venusfigurinen von Gönnersdorf
Speerschleuder mit Reh stehend, Magdalénien, 13.000 v. Chr., Höhle von Mas d’Azil
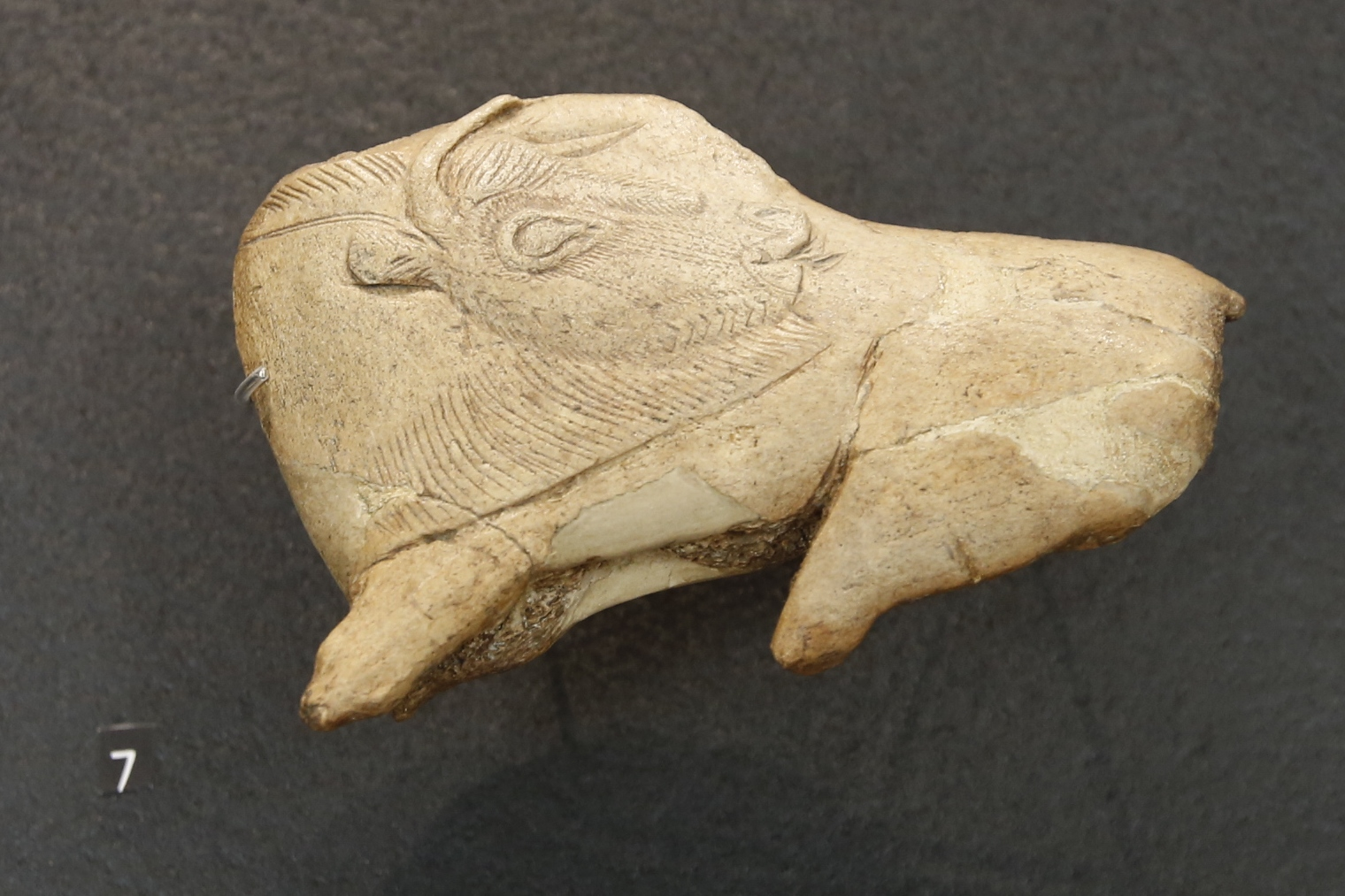
Bisonkopf als Verzierung einer Speerschleuder, Halbhöhle La Madeleine
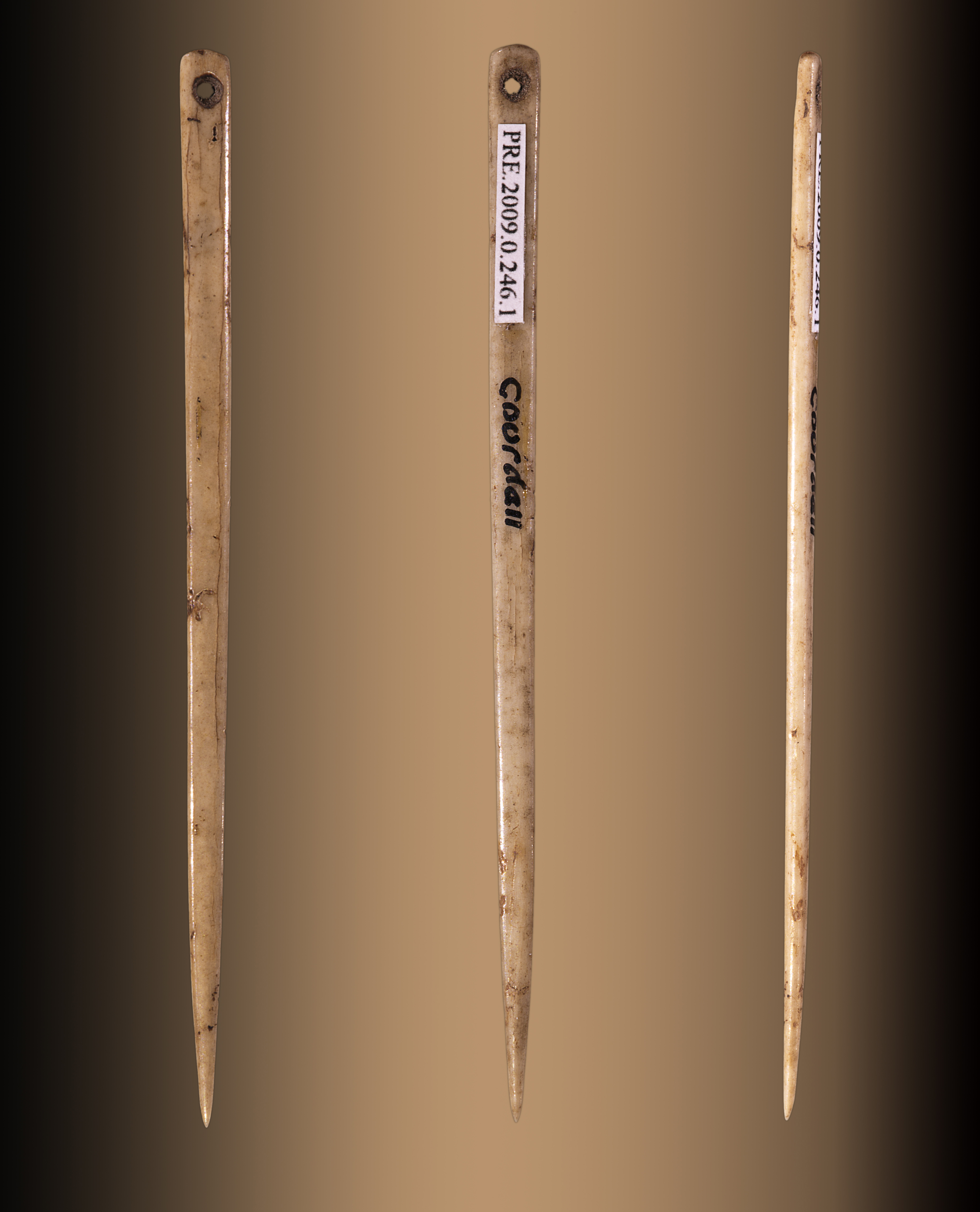
Nähnadeln aus der Elefantengrotte bei Gourdan-Polignan, 12.000 bis 19.000 Jahre alt, Museum von Toulouse
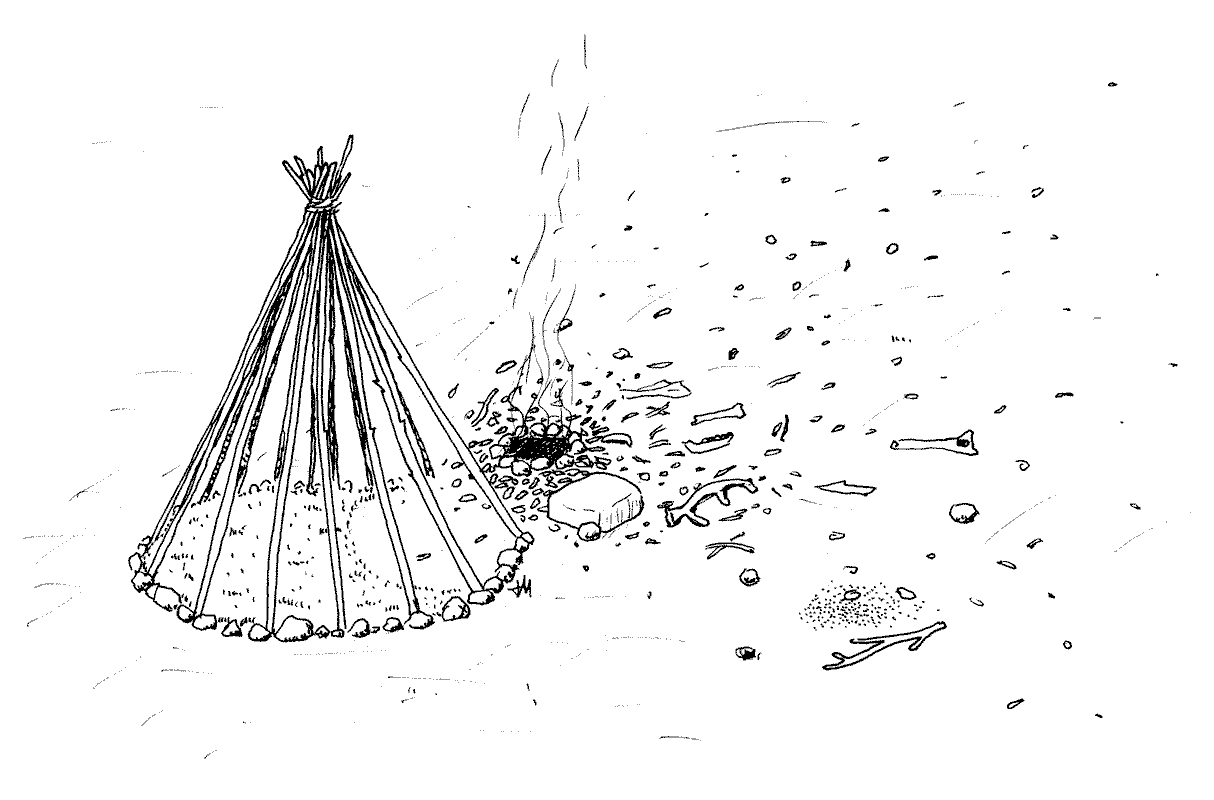
Rekonstruktion einer Magdalénienbehausung aus Pincevent nach der räumlichen Verteilung der archäologischen Überreste bzw. Funde.
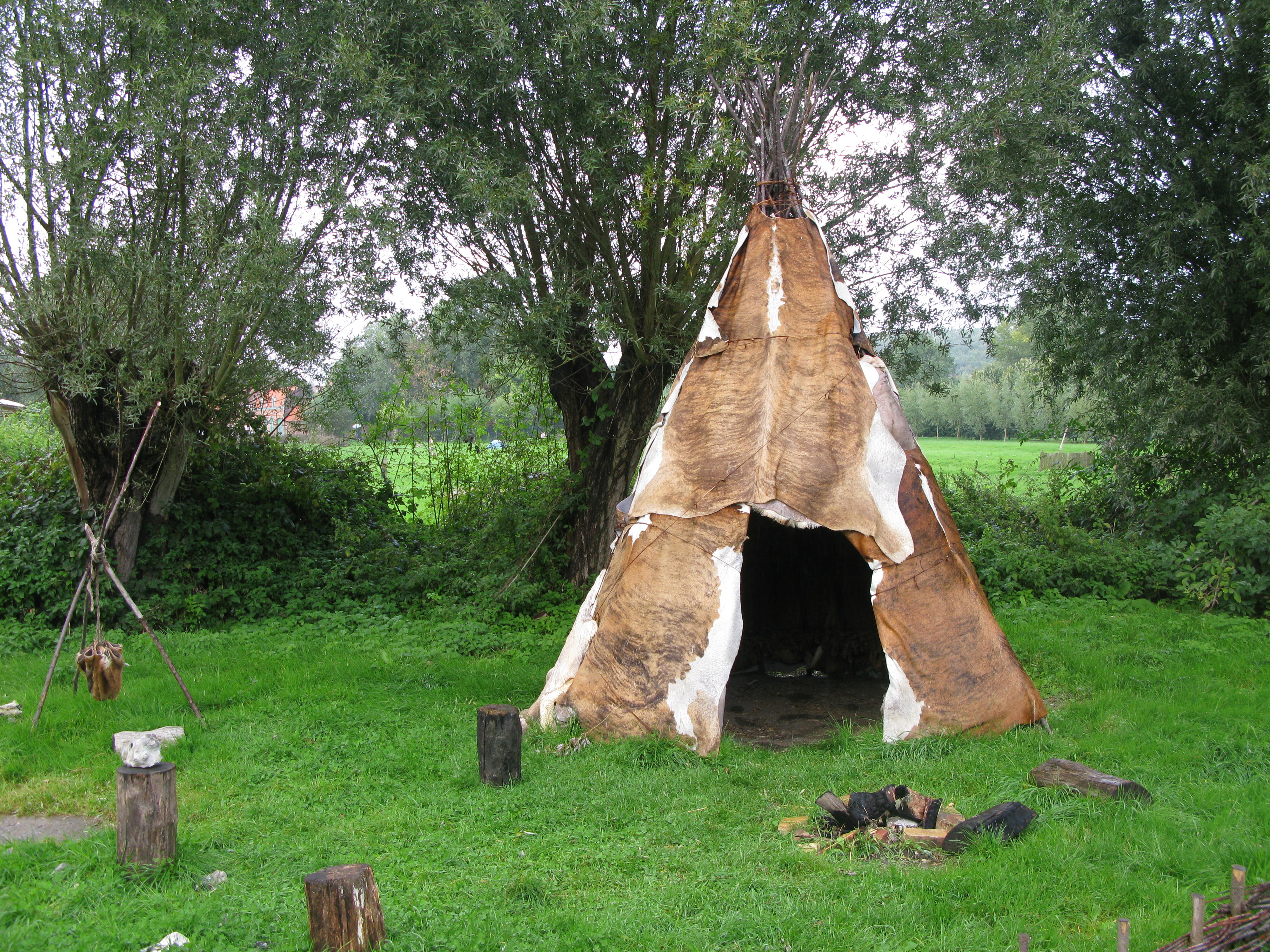
Nachbau i.S. experimenteller Archäologie des Rekonstruktes aus Pincevent

## Bestattungen im Magdalénien
Die Mehrzahl der seltenen menschlichen Überreste, die dem Magdalénien zugeschrieben werden, sind nur fragmentarisch erhalten. Derzeit sind in Frankreich fünf primäre Bestattungen aus dem Mittelmagdalénien (19.000 bis 18.000 Jahre v. Chr.) beschrieben: Cap Blanc, Laugerie-Basse, Abri von Raymonden in Chancelade (alle im Département Dordogne), Abri von Bruniquel in Lafaye im Département Tarn-et-Garonne und ein Fund im Département Gironde.
In vier dieser fünf Gräber wurden Frauen beigesetzt, nur das Grab in Laugerie-Basse enthielt die Überreste eines Mannes. Im Lafaye-Schutzgebiet wurde die erwachsene Frau von einem etwa dreijährigen Kind begleitet; die ursprüngliche Position der Körper ist unbekannt. In anderen Gräbern wurden die Toten zusammengerollt auf der linken Seite liegend begraben. In Laugerie-Basse war der Mann mit durchlöcherten Muscheln geschmückt. In Saint-Germain-la-Rivière war die Kleidung der Frau mit Muscheln und gravierten Hirschzähnen geschmückt. Die beiden Körper waren reichlich mit Ocker bestreut. Die anderen Personen waren weder bekleidet noch mit Ocker bemalt, und die angewandten Ausgrabungsmethoden ließen ernsthafte Zweifel an der Existenz von Grabbeigaben aufkommen, auch bei der Dame von Saint-Germain-la-Rivière.
Die Radiokarbondatierung des Kinderskeletts von La Madeleine in der Dordogne und der Erwachsenenskelette im Doppelgrab von Obercassel in Deutschland weist darauf hin, dass die ursprünglich auf das Mittelmagdalénien datierten Gräber tatsächlich dem Azilien oder Laborium (La Madeleine) und dem späten Magdalénien (Obercassel) angehören. Es ist auch zu beachten, dass die drei Personen auf dem Rücken lagen. Das Kind von La Madeleine war mit Hunderten von Zähnen geschmückt und mit Ocker verziert.
Die geringe Zahl bekannter Magdalénien-Gräber lässt darauf schließen, dass Erdbestattungen keine übliche Praxis waren; andere Praktiken – die der Erhaltung weniger förderlich waren – müssen angewandt worden sein. Auffällig ist in diesem Zusammenhang die im Vergleich mit anderen archäologischen Kulturen extrem häufige Bearbeitung von menschlichen Knochen – belegt in zahlreichen Fundstätten – durch Schnitte und Kratzer, wie sie typisch sind für eine Entfleischung, und Brüche, die geeignet waren, um an das Knochenmark im Inneren von Röhrenknochen oder an das Gehirn zu gelangen.

## Werkzeuge
Die Steingeräte des Magdalénien wurden meist aus der Grundform Klinge gefertigt. Rückenmesser, auch Kerbspitzen, sind typisch. Kurze Kratzer, Klingenkratzer, Stichel, Zinken und Feinbohrer sowie ausgesplitterte Stücke dienten vornehmlich der Knochen-, Geweih- und Elfenbeinbearbeitung. Alfred Rust fand bei seinen Grabungen in Poggenwisch und Meiendorf sogenannte „Riemenschneider“. Es handelt sich um Rengeweihstücke mit einem durchgehenden Schlitz, in den Kerbspitzen oder Klingen eingesetzt wurden. Mit der Spitze der Einsätze wurde vermutlich Leder in Form geschnitten (daher die von Rust gewählte Ansprache). Auch Harpunen aus Rengeweih fanden sich bei den Grabungen.
Während Rust eine Wangenschäftung der Kerbspitzen annimmt, führt Lund gute Argumente für Schäftungen bestimmter Kerbspitzen in eine seitliche Nut an. Dadurch werden auch die gelegentlich auftretenden Hohlkerben gegenüber der Kerbe erklärt.

## Kunstwerke

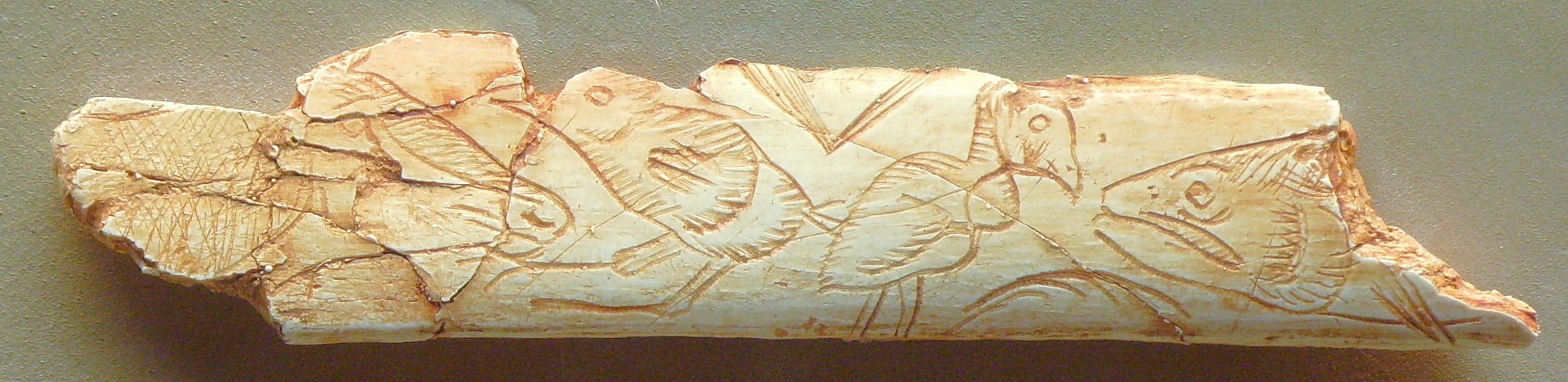
Zwei Vögel als Bindeglied zwischen Hirschkuh (links) und Fisch (vermutlich ein männlicher Lachs): die Tiere der Erde und des Wassers, verbunden durch die Tiere des Himmels (Frankreich, um 12.000 vor heute)

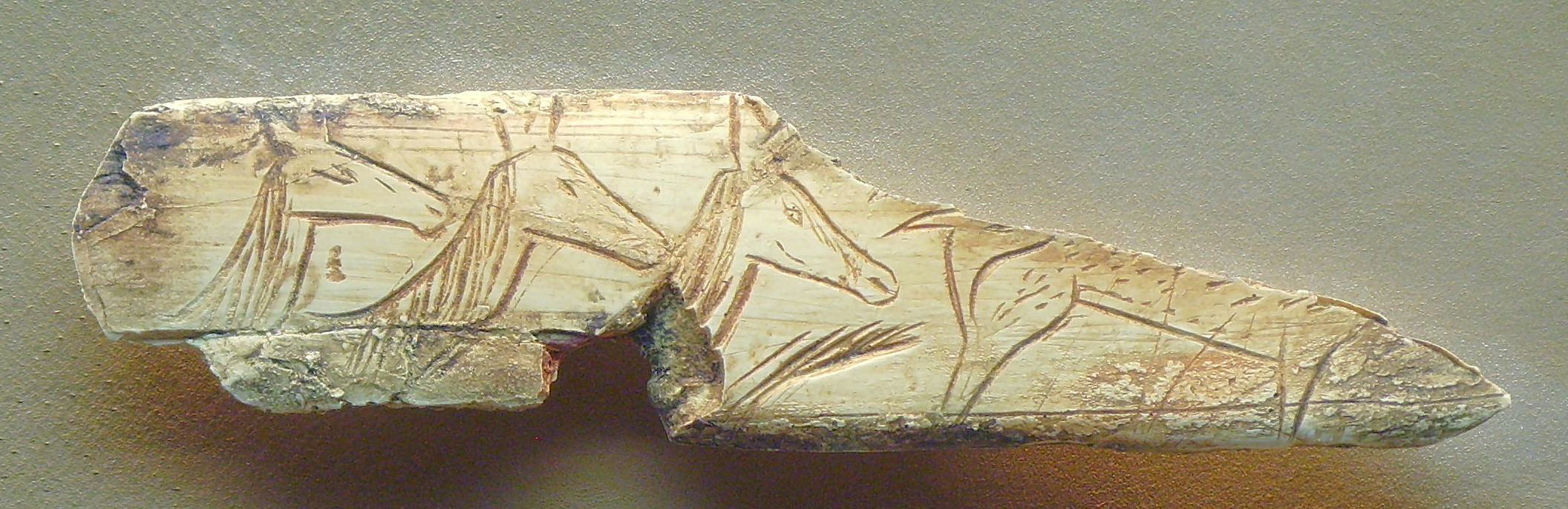
Drei Köpfe von Hirschkühen, graviert auf einen Hirsch-Knochen (Frankreich, um 12.000 vor heute)

Aus dem Magdalénien stammen berühmte Höhlenmalereien wie beispielsweise in der Höhle von Altamira, das Basrelief in Angles-sur-l’Anglin, Creswell Crags (Nottingham) an den Ufern des Trent, die jüngeren der freistehenden Petroglyphen im Côa-Tal (Portugal) sowie verzierte bewegliche Objekte, die als jungpaläolithische Kleinkunst bezeichnet werden (siehe z. B. Laugerie-Haute). Die berühmten Höhlenmalereien von Lascaux, vormals noch zum Beginn des Magdaléniens gerechnet, werden von manchen Autoren mittlerweile als Solutréen bzw. älter angesehen.
Im jüngeren Magdalénien gab es stilisierte Venusfigurinen aus z. B. Gagat oder Knochen, die nach dem Fundplatz Gönnersdorf benannt sind („Typ Gönnersdorf“), aber auch z. B. am Petersfels bei Engen oder in Monruz bei Neuchâtel gefunden wurden. Diesem Stil entsprechen die gravierten Venusfiguren von Gönnersdorf und Andernach im Rheinland.

## Wichtige Fundorte
Frankreich:
- Grotte de Gouy (Normandie)
- Höhle von Lascaux (Dordogne)
- Höhle von Niaux (Ariège)
- Höhle von Rouffignac (Dordogne)
- Höhle von Teyjat (Dordogne)

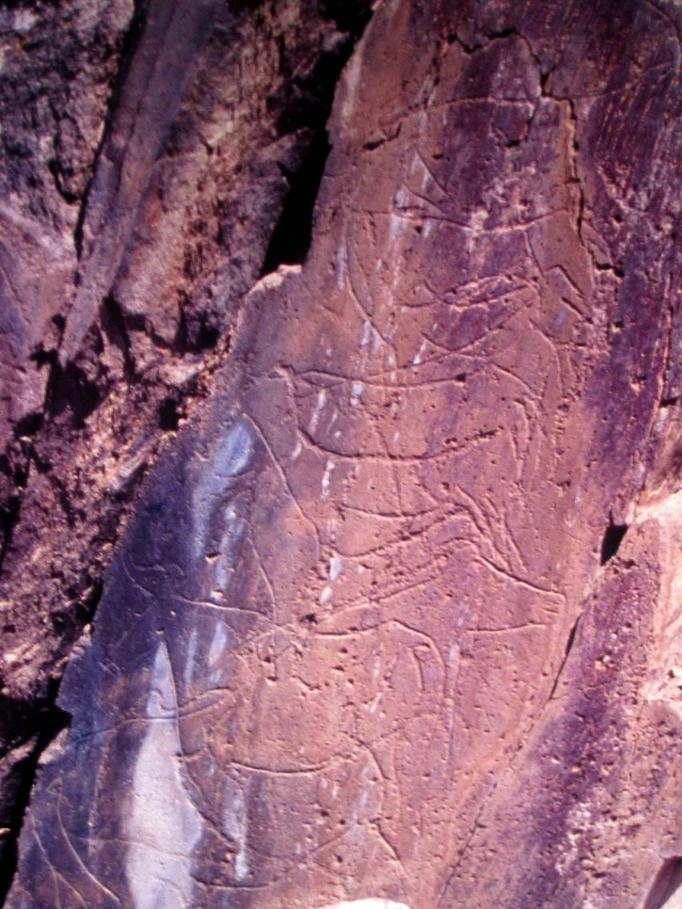
Petroglyphen aus Penascosa bei Vila Nova de Foz Côa

- La Madeleine (Dordogne) – Typlokalität
- Laugerie-Haute (Dordogne)
- Les Combarelles (Höhle) (Dordogne)
- Verberie, Le Buisson Campin, Oise, Freilandstelle

Iberische Halbinsel:
- Höhle von Altamira (Spanien)
- Höhle von Altxerri (Spanien)
- Höhle von Ekain (Spanien)
- Vale do Côa (Portugal)

Deutschland:
- Gönnersdorf und Andernach[19]
- Hohler Fels bei Schelklingen
- Petersfels bei Engen
- Teufelsbrücke in Obernitz (Stadtteil von Saalfeld/Saale in Thüringen), ca. 2550 Fundstücke

Schweiz:
- Kesslerloch
- Monruz bei Neuchâtel
- Hauterive-Champreveyres

Österreich:
- Gudenushöhle (obere Schicht; Knochenflöte)

Tschechien:
- Pekárna

Polen
- Maszycka-Höhle

## Entsprechende und überschneidende Begriffe
Henry Christy und Édouard Armand Lartet stellten bereits 1861 ein an Leitfossilien orientiertes chronologisches System steinzeitlicher Kulturen vor. Ihre „Periode des Rentiers“ (französisch l’Âge du Renne) wurde im Deutschen Renntierzeit genannt und entsprach weitgehend dem Magdalénien. Diese Begriffe wurden mitunter synonym verwendet.
Eduard Piette nannte eine entsprechende Periode 1894 Cervidien, 1898 Etage de la gravure bisweilen auch Tarandien oder Gourdanien. Piette sah die von Mortilliet geprägten Bezeichnungen Solutréen und Magdalénien für Kulturstufen lediglich als Typenbezeichnungen an.